# Skibskommandøren
Skibskommandøren (russisk: Командир корабля) er en sovjetisk film fra 1954 af Vladimir Braun.

## Handling
Kaptajn Vysotin (Kuznetsov) har netop kommet ud af flådens akademi og bliver overladt kommandoer. over et af flådens krigsskibe. Hans første kærlighed, Tatiana (spillet af Sokolova), er nu blevet gift med kaptajn Svetov, der har kommandoen over et andet af flådens krigsskibe. Kaptajn Vysotin udfordrer kaptajn Svetov, og rivalerne tester hinandens evner i rum sø …

## Medvirkende
- Mikhail Kuznetsov - Andrej Vysotin
- Anatolij Verbitskij - Igor Svetov
- Ljudmila Sokolova - Tatjana Svetova
- Boris Smirnov - Zolotov
- Nina Kratjkovskaja - Natasja Zolotova